# FreeMove
FreeMove är en mobiltelefoniallians med några av världens ledande mobiloperatörer; Orange, Telecom Italia Group, T-Mobile, och TeliaSonera. 
FreeMove-alliansen inriktar sig på att utveckla den internationella samtrafiken (roaming) mellan mobiloperatörer och erbjuda konkurrenskraftiga kommunikationslösningar för multinationella företag. Sammantaget omfattar medlemmarna i FreeMove-alliansen 28 marknader och når cirka 300 miljoner kunder i Europa. Alliansen bildades 2003 med målet att ta bort komplexiteten inom internationell mobiltelefoni.